# 徳本一善
徳本一善（とくもと かずよし、1979年6月22日 - ）は、広島県広島市佐伯区（出生当時は佐伯郡五日市町）美鈴が丘生まれの陸上競技選手。駿河台大学コーチ、駅伝監督を歴任し、現在は芝浦工業大学駅伝部監督。ニックネームは「徳さん」。血液型：O型。

## 経歴

### 中学生時代
父親が陸上競技好きで、父親との親交を深めるために陸上部入部を決意。小学校のマラソン大会で1位になったことも陸上部入部の要因となった。しかし、当時は走ることは余り好きではなく、『SLAM DUNK』の影響からバスケットボール部への入部と迷う場面もあった。
美鈴が丘中1年時は100m、走り幅跳びを専門種目としていた。中学1年の秋に1500mに出場し、2年時から本格的に長距離に転向。2年時には1500m、3000mにおいてその才能を開花させ、一躍同学年の全国レベルに名乗りを上げた。3年時には全日本中学校陸上競技選手権大会で1500m2位、3000m3位になった。この1500mのレースではゴール目前までトップを走るも、ガッツポーズをしている間に逆転されてしまった。

### 高校生時代
当初、広島県立西条農業高等学校へ入学予定だったが広島市立沼田高等学校の指導者・三浦学に憧れ沼田高校に入学。高校1年時に中国大会6位でインターハイ1500mに出場。その直後の8月17日、三浦が交通事故で亡くなりショックで練習に手がつかない日々が続いた。
1年時の冬に疲労骨折し水泳や自転車の練習に明け暮れる。2年時のインターハイ予選には800mだけ出場し、準決勝敗退。しかし地元広島国体の少年男子A1500mでは4位に入賞。2年時の冬にまたも疲労骨折したが、3年時のインターハイ予選には800m、1500m、5000mと3種目に出場、3種目とも本選に進出した。結果は800m準決勝敗退、1500m2位、5000mは棄権した。（1500mの優勝者は高校1年生であり、後に高校記録、ジュニア記録保持者となる佐藤清治）
高校最後の試合は日の丸を付けて走りたいとの思いから卒業式と日程が重なる福岡国際クロスカントリー大会に出場しジュニア8km優勝。世界クロスカントリー選手権日本代表となる。

### 大学生時代
13大学、4実業団から勧誘があり、実業団に進む事も考えていたが、引退後の生活も考え、大学へ進学する事を選択。その中で、選手を縛り付けず、比較的自由な練習メニューと結果を残せばルーズな服装もある程度許される環境に惹かれた事、さらに1学年上で同郷の為末大が在学していた事もあり、法政大学社会学部に入学。練習でも先輩後輩関係なくやる気のない部員には罵声を浴びせ、大会前には度々強気な発言もするビッグマウスなところもあったが、現実にインカレでは1500m、5000m、10000mで活躍し、大学陸上界を代表する選手となった。
元々、1500mでの日本記録更新を目標にしていた事もあり、入学後も箱根駅伝にはさほど興味を持っていなかったが、それでも5000m、10000mでチーム内上位のタイムを持っていた事や予選会でもチーム2位である個人25位と好走し、本大会出場に貢献した事から、出走する事になる。
迎えた本大会では1区を走り、区間10位と平凡な成績に終わったが、ここで走った経験が箱根駅伝に対する思いを強くし、練習に対する意識改革へと繋がり、学生長距離界のエースとして成長していく事になる。
そして、2年時には、坪田智夫（現：法政大学陸上競技部監督）と共に、名実共に法大のWエースとなる。
また、外見についても、1年時は他大学の学生ランナーとさほど変わりは無かったが、2年時になると、茶髪、時に法政カラーのオレンジに染め抜いた髪とオークリーのサングラス姿がトレードマークとなる。朴訥系の多い学生陸上選手の中にあっては異様なキャラだったため、箱根駅伝を中継する日本テレビを中心にマスメディアが大きく取り上げ、「ビジュアル系ランナー」「爆走王」などとして注目された。徳本の影響で、この後も法大は派手なチームカラーを前面に押し出している。
箱根駅伝予選会では個人8位となり、2年連続の本大会出場に貢献すると、本大会では2年連続の1区となり、スタートから飛び出すとそのままトップで中継し区間賞、2区の坪田に襷リレー、坪田も区間賞を獲得した事でオレンジ旋風を巻き起こす。
坪田が卒業した3年時は、チームの大黒柱となる。前哨戦となる出雲駅伝で1区区間賞、その12日後の箱根駅伝予選会では個人15位となり、3年連続の本大会出場に貢献、それからわずか15日後の全日本大学駅伝では2区を走り区間賞と、ハードスケジュールの中でいずれも好走する。そして、本大会では2区を走り、板山学（中央大学、現：SGホールディングスコーチ）、岩水嘉孝（順天堂大学、現・住友電工陸上競技部長距離ヘッドコーチ）、神屋伸行（駒澤大学、現：ランニングアドバイザー・KAMIYAランニングクラブ代表、相生学院高等学校駅伝部監督）らと競って区間2位（日本人トップ）。
4年時は、ユニバーシアード北京大会で10000mに出走し、銅メダルを獲得するなど、国際舞台でも活躍した。
そして、前哨戦である出雲駅伝では3区区間賞、全日本大学駅伝では2区を走り区間2位と好走し、最後の箱根駅伝でも2区を走ったが、5.4km地点で右足肉離れを発症、成田道彦監督らに止められ途中棄権となった。徳本は大会史上8人目の途中棄権者であり、スタートから28.6km地点での途中棄権は箱根駅伝史上最短である。かねてからのビッグマウスぶりには味方と同時に快く思わない人も少なくなく、徳本のホームページの掲示板に誹謗中傷が相次ぎ、一時閉鎖に追い込まれたこともある。ただ、この途中棄権が転機となったのか、次第に強気な発言は影を潜め人間的にも丸くなっていく。社会人1年目には母校の夏合宿に参加し、「ひょっとしたら俺はまだ法政大学なんじゃないかと思った。学生の時は言いたいことばっか言って父親的な感じだったけど、今だったら『こうしたら速くなれる』とか、相手の悩みに答えてあげられる、そんな母親的な自分もいますね」と徳本は振り返っている。

### 社会人時代
様々な企業から勧誘を受けるが、日清食品白水昭興監督の「自分らしく競技できるのが一番いいんだ。お前は金髪が似合う。それでいいじゃないか。」という言葉に惹かれ日清食品に入社。2003年、2004年、日本選手権男子5000m連覇。2003、04年にはパリ世界陸上選手権、アテネオリンピック5000m標準B記録である13分25秒40を突破するために積極的に海外レースに参加。しかし僅か0.8秒及ばず世界への挑戦は断念。一時スランプに陥っていたが、ひざを手術し2006年頭に復活。2006年世界クロスカントリー選手権福岡大会の男子シニア12キロの代表に選ばれた。同年には全日本大学駅伝の移動中継車の解説と2007年箱根駅伝でゲスト解説を務めた。
2007年東京マラソンで初マラソン。記録は2時間15分55秒で5位入賞だった。
2011年11月、駿河台大学に選手兼コーチとして就任。2012年4月より監督に就任するとともに、モンテローザにも社員として所属しつつ、現役ランナーを続けている。
2012年12月、防府読売マラソンにて2時間14分48秒の4位入賞を果たす。日清食品グループ時代の自己記録を更新。
2021年10月23日、第98回東京箱根間往復大学駅伝競走の予選会で、駿河台大学は出場枠10の中で8位に入り、監督就任10年目にして箱根駅伝初出場に導いた。
2024年度限りで駿河台大学駅伝部の監督を退任。その後、2025年4月に芝浦工業大学駅伝部の新監督に就任した。

### その他
ファッションブランドでデザイン提案をし、自分のブランドを立ち上げたこともあった。既婚、1男1女の父。

## 記録
トラック&フィールド年次ベスト(太字は自己記録）
| 年度 | 所属        | 800m      | 1500m     | 1600m    | 2000m     | 3000m     | 5000m      | 10000m     | 100m  | 走り幅跳び |
| ---- | ----------- | --------- | --------- | -------- | --------- | --------- | ---------- | ---------- | ----- | ---------- |
| 1992 | 美鈴が丘1年 | -         | 5分01秒   | -        | -         | -         | -          | -          | 13秒8 | 4m25cm     |
| 1993 | 美鈴が丘2年 | -         | 4分21秒   | -        | -         | 9分09秒   | -          | -          | -     | -          |
| 1994 | 美鈴が丘3年 | 1分57秒02 | 4分00秒00 | -        | -         | 8分40秒00 | -          | -          | -     | -          |
| 1995 | 沼田高校1年 | 1分55秒15 | 3分52秒94 | -        | -         | 8分34秒00 | 14分58秒9  | -          | -     | -          |
| 1996 | 沼田高校2年 | 1分52秒67 | 3分49秒74 | -        | -         | -         | 14分36秒69 | -          | -     | -          |
| 1997 | 沼田高校3年 | 1分51秒87 | 3分45秒27 | -        | -         | -         | 14分06秒1  | -          | -     | -          |
| 1998 | 法政大学1年 | 1分54秒49 | 3分46秒75 | -        | -         | -         | 14分23秒   | 29分23秒2  | -     | -          |
| 1999 | 法政大学2年 | -         | 3分45秒50 | -        | -         | -         | 14分02秒07 | 28分41秒8  | -     | -          |
| 2000 | 法政大学3年 | 1分53秒80 | 3分42秒14 | -        | -         | -         | 13分45秒83 | 28分15秒06 | -     | -          |
| 2001 | 法政大学4年 | -         | 3分43秒40 | -        | -         | -         | 13分46秒5  | 28分25秒59 | -     | -          |
| 2002 | 日清食品1年 | -         | 3分43秒80 | -        | 5分08秒58 | -         | 13分39秒59 | 28分23秒16 | -     | -          |
| 2003 | 日清食品2年 | -         | 3分40秒40 | -        | -         | 7分53秒58 | 13分26秒19 | 28分13秒23 | -     | -          |
| 2004 | 日清食品3年 | -         | -         | 4分7秒64 | -         | -         | 13分29秒65 | 28分28秒66 | -     | -          |
| 2005 | 日清食品4年 | -         | -         | -        | -         | -         | 13分50秒00 | -          | -     | -          |
| 2006 | 日清食品5年 | -         | 3分47秒72 | -        | -         | -         | 14分01秒77 | 28分19秒09 | -     | -          |
| 2007 | 日清食品6年 | -         | -         | -        | -         | -         | 13分46秒14 | 28分50秒08 | -     | -          |
| 2008 | 日清食品7年 | -         | -         | -        | -         | -         | 13分41秒82 | -          | -     | -          |

ロード年次ベスト(太字は自己記録）
| 年度 | 所属            | 10km       | 10マイル | 20km          | ハーフ        | マラソン      |
| ---- | --------------- | ---------- | -------- | ------------- | ------------- | ------------- |
| 1998 | 法政大学1年     | -          | -        | 1時間01分51秒 | 1時間06分27秒 | -             |
| 1999 | 法政大学2年     | -          | -        | 1時間00分08秒 | 1時間06分10秒 | -             |
| 2000 | 法政大学3年     | -          | -        | 1時間01分45秒 | -             | -             |
| 2001 | 法政大学4年     | -          | -        | -             | 1時間09分05秒 | -             |
| 2002 | 日清食品1年     | -          | -        | -             | -             | -             |
| 2003 | 日清食品2年     | -          | -        | -             | -             | -             |
| 2004 | 日清食品3年     | -          | -        | -             | -             | -             |
| 2005 | 日清食品4年     | -          | -        | -             | -             | -             |
| 2006 | 日清食品5年     | -          | 47分10秒 | -             | -             | -             |
| 2007 | 日清食品6年     | -          | -        | -             | -             | 2時間15分55秒 |
| 2008 | 日清食品7年     | 31分54秒42 | -        | -             | 1時間03分36秒 | -             |
| 2009 | 日清食品8年     | -          | -        | -             | -             | -             |
| 2010 | 日清食品9年     | -          | -        | -             | -             | -             |
| 2011 | 日清食品10年    | -          | -        | -             | -             | -             |
| 2012 | モンテローザ1年 | -          | -        | -             | -             | 2時間14分48秒 |

駅伝成績
| 年度 | 所属        | 開催回 | 大会名                             | 区間 | 距離     | 区間順位 | 個人記録       | チーム順位 |
| ---- | ----------- | ------ | ---------------------------------- | ---- | -------- | -------- | -------------- | ---------- |
| 1994 | 美鈴が丘3年 | 第55回 | 中国中学校駅伝競走大会             | 1区  | 4.7km    | 区間賞   | 14分24秒区間新 | -          |
| 1995 | 沼田高校1年 | 第46回 | 広島県高等学校駅伝競走大会         | 3区  | 8.1075km | 4位      | 25分50秒       | 4位        |
| 1995 | 沼田高校1年 | 第37回 | 中国高等学校駅伝競走大会           | 1区  | 10km     | 3位      | 31分13秒       | 9位        |
| 1996 | 沼田高校2年 | 第47回 | 広島県高等学校駅伝競走大会         | 1区  | 10km     | 3位      | 30分46分       | 4位        |
| 1996 | 沼田高校2年 | 第38回 | 中国高等学校駅伝競走大会           | 1区  | 10km     | 3位      | 30分26秒       | 6位        |
| 1997 | 沼田高校2年 | 第60回 | 中国山口駅伝                       | 1区  | 15.1km   | 3位      | 46分32秒       | 8位        |
| 1997 | 沼田高校2年 | 第2回  | 全国都道府県対抗男子駅伝           | 1区  | 5.0km    | 7位      | 14分29秒       | 6位        |
| 1997 | 沼田高校3年 | 第1回  | 広島県高等学校クロカン駅伝競走大会 | 1区  | 6.0km    | 区間賞   | 17分49秒       | 2位        |
| 1997 | 沼田高校3年 | 第48回 | 広島県高等学校駅伝競走大会         | 1区  | 10km     | 区間賞   | 30分32秒       | 3位        |
| 1997 | 沼田高校3年 | 第39回 | 中国高等学校駅伝競走大会           | 1区  | 10km     | 区間賞   | 30分12秒       | 5位        |
| 1998 | 沼田高校3年 | 第3回  | 全国都道府県対抗男子駅伝           | 1区  | 5.0km    | 2位      | 14分20秒       | 2位        |
| 1999 | 法政大学1年 | 第75回 | 東京箱根間往復大学駅伝競走         | 1区  | 21.3km   | 10位     | 1時間04分42秒  | 14位       |
| 1999 | 法政大学2年 | 第31回 | 全日本大学駅伝対校選手権大会       | 1区  | 14.6km   | 7位      | 44分14秒       | 12位       |
| 2000 | 法政大学2年 | 第76回 | 東京箱根間往復大学駅伝競走         | 1区  | 21.3km   | 区間賞   | 1時間02分39秒  | 10位       |
| 2000 | 法政大学3年 | 第11回 | 出雲全日本大学選抜駅伝競走         | 1区  | 7.2km    | 区間賞   | 20分20秒       | 16位       |
| 2000 | 法政大学3年 | 第32回 | 全日本大学駅伝対校選手権大会       | 2区  | 13.2km   | 区間賞   | 38分36秒       | 8位        |
| 2001 | 法政大学3年 | 第77回 | 東京箱根間往復大学駅伝競走         | 2区  | 23.0km   | 2位      | 1時間08分59秒  | 4位        |
| 2001 | 法政大学4年 | 第12回 | 出雲全日本大学選抜駅伝競走         | 3区  | 8.5km    | 区間賞   | 24分57秒       | 7位        |
| 2001 | 法政大学4年 | 第33回 | 全日本大学駅伝対校選手権大会       | 2区  | 13.2km   | 2位      | 38分14秒       | 5位        |
| 2002 | 法政大学4年 | 第78回 | 東京箱根間往復大学駅伝競走         | 2区  | 23.0km   | DNF      | DNF            | DNF        |
| 2002 | 日清食品1年 | 第44回 | 東日本実業団対抗駅伝競争大会       | 3区  | 12.6km   | 2位      | 36分41秒       | 優勝       |
| 2003 | 日清食品1年 | 第47回 | 全日本実業団対抗駅伝競争大会       | 6区  | 11.8km   | 区間賞   | 33分25秒区間新 | 2位        |
| 2003 | 日清食品1年 | 第54回 | 朝日駅伝                           | 6区  | 9.9km    | 2位      | 30分28秒       | 2位        |
| 2003 | 日清食品2年 | 第45回 | 東日本実業団対抗駅伝競走大会       | 3区  | 12.6km   | 4位      | 37分28秒       | 2位        |
| 2004 | 日清食品2年 | 第48回 | 全日本実業団対抗駅伝競争大会       | 5区  | 15.9km   | 2位      | 47分21秒       | 3位        |
| 2004 | 日清食品2年 | 第55回 | 朝日駅伝                           | 7区  | 16.7km   | 2位      | 47分21秒       | 優勝       |
| 2004 | 日清食品2年 | 第9回  | 全国都道府県対抗男子駅伝           | 7区  | 13.0km   | 5位      | 38分07秒       | 6位        |
| 2006 | 日清食品4年 | 第50回 | 全日本実業団対抗駅伝競走大会       | 4区  | 10.5km   | 6位      | 29分57秒       | 10位       |
| 2006 | 日清食品4年 | 第57回 | 朝日駅伝                           | 2区  | 9.9km    | 5位      | 30分23秒       | 4位        |
| 2006 | 日清食品5年 | 第47回 | 東日本実業団対抗駅伝競走大会       | 7区  | 10.0km   | 区間賞   | 29分30秒       | 優勝       |
| 2007 | 日清食品5年 | 第51回 | 全日本実業団対抗駅伝競争大会       | 2区  | 22.0km   | 6位      | 1時間03分59秒  | 3位        |
| 2007 | 日清食品6年 | 第48回 | 東日本実業団対抗駅伝競争大会       | 2区  | 7.1km    | 3位      | 20分29秒       | 優勝       |
| 2008 | 日清食品6年 | 第52回 | 全日本実業団対抗駅伝競争大会       | 2区  | 22.0km   | 19位     | 1時間04分46秒  | 6位        |
| 2009 | 日清食品7年 | 第53回 | 全日本実業団対抗駅伝競争大会       | 3区  | 13.7km   | 14位     | 39分21秒       | 2位        |

## 主な成績

### 中学
3年
- 1994年 - 第40回全日本中学校通信陸上競技大会　1500m県1位　3000m県1位、全国19位
- 1994年 - 第21回全日本中学校陸上競技選手権大会　1500m2位　3000m3位
- 1994年 - 第49回愛知国民体育大会　少年B3000m11位　少年B800m予選1組7位敗退
- 1994年 - 1994年中学ランキング　800m5位　1500m1位　3000m5位
- 1994年 - 1994年中学歴代ランキング　800m26位　1500m4位　3000m14位

### 高校
1年
- 1995年 - 第30回全国高等学校総合体育大会陸上競技大会　1500m出場
- 1995年 - 第50回福島国民体育大会　少年B3000m9位
- 1995年 - 1995年日本ランキング　1500m99位
- 1995年 - 1995年高校ランキング　800m57位　1500m21位　5000m386位
- 1995年 - 1995年中学歴代ランキング　800m28位　1500m4位　3000m24位

2年
- 1996年 - 第31回全国高等学校総合体育大会陸上競技大会　800m準決勝敗退
- 1996年 - 第51回ひろしま国民体育大会　少年A1500m4位
- 1996年 - 第12回日本ジュニア陸上競技選手権大会　1500m優勝　800m3位
- 1996年 - 1996年日本ランキング　800m62位　1500m36位
- 1996年 - 1996年高校ランキング　800m6位　1500m4位　5000m81位
- 1996年 - 1996年中学歴代ランキング　800m30位　1500m6位　3000m27位

3年
- 1997年 - 第32回全国高等学校総合体育大会陸上競技大会　1500m2位　800m準決勝1組5位敗退　5000mDNF
- 1997年 - 第13回日本ジュニア陸上競技選手権大会　1500m3位　800m3位
- 1997年 - 第81回日本陸上競技選手権大会　1500m5位　800m予選5組4位敗退
- 1997年 - 第52回大阪国民体育大会　1500m6位
- 1997年 - 日本グランプリファイナル　1500m4位
- 1998年 - 第32回千葉国際クロスカントリー大会　ジュニア8km9位
- 1998年 - 第11回福岡国際クロスカントリー大会　ジュニア8km優勝
- 1998年 - 第26回世界クロスカントリー選手権マラケシュ大会　ジュニア8km26位(日本人3位)
- 1997年 - 1997年日本ランキング　800m30位　1500m8位
- 1997年 - 1997年高校ランキング　800m5位　1500m2位　5000m6位(日本人4位)
- 1997年 - 1997年高校歴代ランキング　1500m3位(日本人2位)　5000m14位(日本人9位)
- 1997年 - 1997年中学歴代ランキング　800m31位　1500m7位　3000m30位

### 大学
1年
- 1998年 - 第回兵庫リレーカーニバル　800m14位
- 1998年 - 第32回織田幹雄記念国際陸上競技大会　1500m10位
- 1998年 - 第回水戸国際陸上競技大会　1500m7位
- 1998年 - 第77回関東学生陸上競技対校選手権大会　1部1500m7位　1部5000m17位
- 1998年 - 第67回日本学生陸上競技対校選手権大会　1500m2位　5000m10位
- 1998年 - 第82回日本陸上競技選手権大会　1500m7位
- 1998年 - 1998年日本ランキング　1500m13位
- 1998年 - 1998年高校歴代ランキング　1500m3位(日本人2位)　5000m16位(日本人11位)
- 1998年 - 1998年中学歴代ランキング　800m34位　1500m8位　3000m32位

2年
- 1999年 - 第78回関東学生陸上競技対校選手権大会　1部1500m5位　1部5000m9位、
- 1999年 - 第68回日本学生陸上競技対校選手権大会　1500m2位　5000m3位
- 1999年 - 第10回日本学生陸上競技種目別選手権大会　1500m3位　5000m7位
- 1999年 - 1999年スーパー陸上競技大会　1500m2位
- 1999年 - 第83回日本陸上競技選手権大会　1500m6位
- 1999年 - 1999年日本ランキング　1500m10位　10000m58位
- 1999年 - 1999年高校歴代ランキング　1500m3位(日本人2位)　5000m19位(日本人13位)
- 1999年 - 1999年中学歴代ランキング　800m35位　1500m8位　3000m32位

3年
- 2000年 - 兵庫リレーカーニバル　1500m3位
- 2000年 - 第16回織田幹雄記念国際陸上競技大会　5000mB1位
- 2000年 - 静岡国際陸上競技大会　1500m優勝
- 2000年 - 第79回関東学生陸上競技対校選手権大会　1部1500m2位　1部5000m2位
- 2000年 - 2000年IAAFグランプリ大阪大会　1500m9位
- 2000年 - 第13回アジア陸上選手権ジャカルタ大会　1500m5位
- 2000年 - 第11回ゴールデンゲームズin延岡　1500m優勝
- 2000年 - 第69回日本学生陸上競技対校選手権大会　1500m優勝　5000m3位
- 2000年 - 2000年世界ランキング　10000m90位
- 2000年 - 2000年日本ランキング　1500m4位　5000m17位　10000m17位
- 2000年 - 2000年日本歴代ランキング　1500m17位
- 2000年 - 2000年高校歴代ランキング　1500m3位(日本人2位)　5000m21位(日本人15位)
- 2000年 - 2000年中学歴代ランキング　800m37位　1500m8位　3000m32位

4年
- 2001年 - 第80回関東学生陸上競技対校選手権大会　1部1500m優勝　1部5000m優勝
- 2001年 - 2001年IAAFグランプリ大阪大会　1500m7位
- 2001年 - 第12回ゴールデンゲームズin延岡　1500m3位
- 2001年 - 第41回実業団・学生対抗陸上競技大会　1500m2位
- 2001年 - 第12回日本学生陸上競技種目別選手権大会　1500m優勝　5000m優勝
- 2001年 - 第21回ユニバーシアード北京大会　10000m　5000m5位
- 2001年 - 2001年スーパー陸上競技大会　1500m2位
- 2001年 - 第70回日本学生陸上競技対校選手権大会　5000m優勝　10000m3位
- 2001年 - 2001年世界ランキング　10000m91位
- 2001年 - 2001年日本ランキング　1500m3位　5000m16位　10000m14位
- 2001年 - 2001年日本歴代ランキング　1500m17位
- 2001年 - 2001年高校歴代ランキング　1500m3位(日本人2位)　5000m24位(日本人16位)
- 2001年 - 2001年中学歴代ランキング　800m38位　1500m11位　3000m41位

### 社会人
1年
- 2002年 - 2002年水戸国際陸上競技大会　5000m7位
- 2002年 - 2002年IAAFグランプリ大阪大会　1500m6位
- 2002年 - 第44回東日本実業団陸上競技選手権大会　1500m3位　5000m2位
- 2002年 - 第86回日本陸上競技選手権大会　1500m2位　5000m5位
- 2002年 - 第15回南部記念　5000m2位
- 2002年 - 2002年スーパー陸上　5000m4位
- 2002年 - 第50回全日本実業団対抗陸上競技選手権大会　1500m2位　5000m6位
- 2002年 - 第14回アジア競技大会釜山　1500m5位
- 2002年 - 2002年世界ランキング　10000m91位
- 2002年 - 2002年日本ランキング　1500m8位　5000m9位　10000m8位
- 2002年 - 2002年日本歴代ランキング　1500m21位
- 2002年 - 2002年高校歴代ランキング　1500m2位　5000m26位
- 2002年 - 2002年中学歴代ランキング　800m39位　1500m11位　3000m47位

2年
- 2003年 - 第12回金栗記念選抜中・長距離熊本大会　5000m6位
- 2003年 - 第19回織田幹雄記念国際陸上競技大会　5000m6位
- 2003年 - 2003年IAAFグランプリ大阪大会　5000m9位
- 2003年 - 第45回東日本実業団選手権　1500m優勝　5000m優勝
- 2003年 - 第87回日本陸上競技選手権大会　5000m優勝　10000m6位
- 2003年 - ホクレン・ディスタンスチャレンジ　3000m優勝　5000m6位
- 2003年 - Cork City Sports アイルランド　5000m4位
- 2003年 - 第16回南部記念　5000m2位
- 2003年 - ナイトオブアスレチックス ベルギー　1500m3位
- 2003年 - DNガラン スウェーデン　5000m17位
- 2003年 - ロンドングランプリ ロンドン　5000m8位
- 2003年 - 2003年スーパー陸上競技大会　5000m5位
- 2003年 - 第51回全日本実業団対抗陸上競技選手権大会　5000m4位　10000m9位
- 2003年 - 2003年世界ランキング　5000m80位　10000m72位
- 2003年 - 2003年日本ランキング　1500m3位　3000m2位　5000m2位　10000m9位
- 2003年 - 2003年日本歴代ランキング　1500m8位　5000m9位
- 2003年 - 2003年高校歴代ランキング　1500m2位　5000m28位
- 2003年 - 2003年中学歴代ランキング　800m41位　1500m12位　3000m53位

3年
- 2004年 - 第39回千葉国際クロスカントリー　4000m優勝
- 2004年 - 第18回福岡国際クロスカントリー大会　10km7位
- 2004年 - 2004年IAAFグランプリ大阪大会　5000m6位
- 2004年 - 第88回日本陸上競技選手権大会　5000m優勝　10000m4位
- 2004年 - ホクレンディスタンスチャレンジ　5000m2位　5000m4位　5000mA優勝
- 2004年 - 第17回南部記念　5000m3位
- 2004年 - タリン エストニア　1mile　2位
- 2004年 - DNガラン スウェーデン　5000m16位
- 2004年 - ナイトオブアスレチックス ベルギー　5000m16位
- 2004年 - 2004年日本ランキング　1マイル2位　5000m1位　10000m34位
- 2004年 - 2004年日本歴代ランキング　1500m9位　5000m9位
- 2004年 - 2004年高校歴代ランキング　1500m2位　5000m32位
- 2004年 - 2004年中学歴代ランキング　800m48位　1500m13位　3000m54位

4年
- 2005年 - 2005年日本ランキング　5000m49位
- 2005年 - 2005年日本歴代ランキング　1500m9位　5000m9位
- 2005年 - 2005年高校歴代ランキング　1500m2位　5000m41位
- 2005年 - 2005年中学歴代ランキング　800m49位　1500m15位　3000m60位

5年
- 2006年 - 第46回姫路城ロードレース大会　10マイル優勝
- 2006年 - 第20回福岡国際クロスカントリー大会　10km優勝
- 2006年 - 第41回千葉国際クロスカントリー大会　4000m2位(日本人1位)
- 2006年 - 第34回世界クロスカントリー選手権福岡大会　12km35位(日本人1位)
- 2006年 - 2006年IAAFグランプリ大阪大会　5000m6位
- 2006年 - 第48回東日本実業団陸上競技選手権大会　1500m優勝
- 2007年 - 東京マラソン2007　5位
- 2006年 - 2006年世界ランキング　10000m92位
- 2006年 - 2006年日本ランキング　5000m49位　10000m12位
- 2006年 - 2006年日本歴代ランキング　1500m10位　2000m3位　3000m11位　5000m11位
- 2006年 - 2006年高校歴代ランキング　1500m2位　5000m44位
- 2006年 - 2006年中学歴代ランキング　800m50位　1500m16位　3000m69位
- 2012年 - 第13回谷川真理ハーフマラソン ハーフ一般男子　優勝